# Per Collinder
Per Collinder (n. 22 mai 1890, Sundsvall, Comitatul Västernorrland, Suedia – d. 6 decembrie 1974, Uppsala, Uppsala län, Suedia) a fost un astronom suedez. 
Este cunoscut pentru un catalog de roiuri deschise pe care l-a publicat în anul 1931, cunoscut astăzi cu denumirea Catalogul Collinder, iar în engleză: Collinder Catalogue. De asemenea, a scris cărțile Istoria navigației („History of navigation”) și Lumi în Orbită („Worlds in Orbit”). 
Per Collinder a fost căsătorit de două ori, prima soție dăruindu-i patru copii.
A fost fratele lingvistului suedez Björn Collinder.